# Фінал Кубка Швеції з футболу 2024
Фінал Кубка Швеції з футболу 2024 (швед. Finalen av Svenska cupen i fotboll 2024) — фінальний матч 68-го розіграшу Кубка Швеції. Гра відбулась 1 травня 2024 року на стадіоні «Еледа» в Мальме. У матчі зустрілись «Мальме» та «Юргорден». Для «Мальме» ця участь у фіналі Кубка Швеції стала 22-ю, а для «Юргордена» — 9-ю. Також це була п'ята зустріч між клубами у фіналах Кубка Швеції. 
Головним арбітром був Адам Ладебек. Гру наживо змогли побачити 17 264 глядачів. «Мальме» переміг у серії післяматчевих пенальті з рахунком 4–1. У першому таймі голів забито не було, а в другому таймі «Мальме» вийшов уперед завдяки голу Тахи Алі на 70-й хвилині гри. Рахунок в матчі на 78-й хвилині зрівняв Деніз Гюммет, а основний час гри завершився з унічию 1–1. В додатковий час голів забито не було, а в серії пенальті сильнішими були гравці «Мальме», які реалізували усі свої 4 удари, а їхній воротар Юган Далін відбив два пенальті. Для «Мальме» цей титул став 16-м виграним Кубком Швеції (що є рекордом країни за кількістю трофеїв), а «Юргорден» програв свій 5-й фінал Кубка з 10-ти.
Матч транслювали на телеканалах SVT1, TV4 Fotboll, а також на стрімінгових платформах TV4 Play і SVT Play.

## Команди
| Команда    | Попередні участі (перемоги виділені)                                                                                              |
| ---------- | --- |
| «Мальме»   | 21 (1944, 1945, 1946, 1947, 1951, 1953, 1967, 1971, 1973, 1974, 1975, 1978, 1980, 1984, 1986, 1989, 1996, 2016, 2018, 2020, 2022) |
| «Юргорден» | 9 (1951, 1975, 1989, 1990, 2002, 2004, 2005, 2013, 2018)                                                                          |

Для «Мальме» ця участь у фіналі Кубка Швеції — 22-а і першою з 2022 року. Натомість для «Юргордена» — це 9-й фінал, де востаннє команда грала 2018 року. 
| Дата                         | Місце     | Господар | Суперник   | Рахунок | Стадіон       | Глядачів | Автори голів «Мальме»                  | Автори голів «Юргордена»          |
| ---------------------------- | --------- | -------- | ---------- | ------- | ------------- | -------- | -------------------------------------- | --------------------------------- |
| Фінал Кубка Швеції з футболу |           |          |            |         |               |          |                                        |                                   |
| 22 липня 1951                | Стокгольм | «Мальме» | «Юргорден» | 2–1     | «Росунда»     | 20 267   | Йонссон 39', Ек 89'                    | Седерборг 61'                     |
| 8 травня 1975                | Мальме    | «Мальме» | «Юргорден» | 1–0     | «Мальме»      | 6 913    | Андерссон 47'                          | —                                 |
| 29 червня 1989               | Стокгольм | «Мальме» | «Юргорден» | 3–0     | «Росунда»     | 7 526    | Нільссон 11', Ліндман 40', Енквіст 53' | —                                 |
| 10 травня 2018               | Стокгольм | «Мальме» | «Юргорден» | 0–3     | «Теле2 Арена» | 25 123   | —                                      | Ларссон 17', Мрабті 47', Рінг 81' |

Матч за фінал Кубка Швеції 2024 — це п'ята зустріч між «Мальме» та «Юргорденом» в рамках цього турніру. 1951 року «Мальме» переміг «Юргорден» з рахунком 2–1, 1975 року здобув мінімальну перемогу 1–0, а 1989 році — 3–0. «Юргорден» виграв «Мальме» 2018 року з рахунком 3–0. 
Незадовго до фіналу обидва клуби зустрілись 25 квітня 2024 року в рамках матчу Аллсвенскан, в якому сильнішим виявився «Мальме» (1–0).

## Шлях до фіналу

### «Мальме»
| Раунд                                 | Суперник       | Рахунок |
| ------------------------------------- | -------------- | ------- |
| 2                                     | Смедбю (г)     | 2–0     |
| Гр.                                   | Естерс (д)     | 2–0     |
| Гр.                                   | Лулео (г)      | 8–0     |
| Гр.                                   | Варбергс (д)   | 1–1     |
| 1/4                                   | Норрчепінг (д) | 5–2     |
| 1/2                                   | Гальмстад (г)  | 4–0     |
| Позначки: (д) = вдома; (г) = в гостях |                |         |

«Мальме» розпочав змагання з другого раунду, де його суперником став «Смедбю» з Дивізіону 2. 23 серпня 2023 року у виїзному поєдинку завдяки голам Серена Рікса і Мааме Сібі «Мальме» переміг з рахунком 2–0, пробившись до групового етапу.
На груповій стадії «Мальме» потрапив до групи 1, де його суперниками стали «Естерс», «Варбергс» і «Лулео». В своєму стартовому матчі, 17 лютого, «Мальме» вдома здобув перемогу проти «Естерса» з рахунком 2–0 завдяки м'ячам Серхіо Пеньї та Єнса Ларсена. 24 лютого, у виїзному поєдинку другого туру, команда з крупним рахунком 8–0 здолала «Лулео», а голи забили Себастіан Йоргенсен, Отто Росенгрен, Себастіан Нанасі, Адріан Скугмар, Стефано Векк'я та Ісаак Телін, який оформив хет-трик. 3 березня у заключному матчі групового етапу «Мальме» вдома зіграв унічию 1–1 з «Варбергсом» (за команду голом відзначився Понтус Янссон), пробившись до раунду плей-оф.
У чвертьфінальному матчі суперником «Мальме» став клуб Аллсвенскан «Норрчепінг», а поєдинок відбувся 10 березня на «Еледа Стадіоні». На 2-й хвилині Карл Бйорк вивів «Норрчепінг» уперед, а на 15-й Йоргенсен його зрівняв. У другому таймі Ерік Ботгейм і Йоргенсен збільшили перевагу господарів, а Таха Алі зробив рахунок 4–1. Тім Пріца забив другий гол «Норрчепінга», а в компенсований час Алі ще раз відзначився голом, встановивши остаточний рахунок 5–2 на користь «Мальме». У півфіналі команда на виїзді зустрічалась з клубом Аллсвенскан «Гальмстад», а гра відбулась 16 березня на «Ер'янс Валль». У першому таймі голів забитом не було, а в другому — дубль зробив Ерік Ботгейм, і по одному м'ячу відзначились Лассе Йонсен і Телін, принісши перемогу «Мальме» (0–4). Зрештою «Мальме» вийшов у фінал Кубка Швеції, де востаннє грав 2022 року.

### «Юргорден»
| Раунд                                 | Суперник           | Рахунок        |
| ------------------------------------- | ------------------ | -------------- |
| 2                                     | Сандвікен (г)      | 5–1            |
| Гр.                                   | Шевде (д)          | 2–0            |
| Гр.                                   | Нордік Юнайтед (г) | 5–0            |
| Гр.                                   | Гетеборг (д)       | 3–0            |
| 1/4                                   | Дегерфорс (д)      | 3–0            |
| 1/2                                   | АІК (д)            | 1–1 (пен. 3–2) |
| Позначки: (д) = вдома; (г) = в гостях |                    |                |

«Юргорден» розпочав змагання з другого раунду проти «Сандвікена» з Дивізіону 1. Матч відбувся 23 серпня 2023 року на виїзді, а перемогу здобув «Юргорден» з рахунком 5–1: голи за команду забили Ноель Міллеског (оформив дубль), Муса Гурбанли (реалізував пенальті), Маркус Даніельсон і Харіс Радетинац. Таким чином клуб кваліфікувався до групового етапу.
На груповому етапі «Юргорден» опинився у групі 4, де його суперниками були «Шевде», «Нордік Юнайтед» і «Гетеборг». У матчі першого туру, 19 лютого, «Юргорден» вдома переміг «Шевде» з рахунком 2–0 завдяки м'ячам Деніза Гюммета і Міро Тенго. В другому турі, 25 лютого, команда на виїзді перемогла «Нордік Юнайтед», а голи забили Гюммет, Расмус Шуллер і Лукас Бергвалль, який зробив дубль, ще один м'яч був записаний як автогол (5–0). 3 березня, в заключному турі, «Юргорден» на домашній арені переміг «Гетеборг» (3–0), за який забили Тобіас Гулліксен, Гюммет і Бесард Сабович, кваліфікувавшись до раунду плей-оф.
У чвертьфіналі, 10 березня, «Юргорден» в домашньому матчі зустрічався з представником Супереттан «Дегерфорсом». «Юргорден» переміг 3–0, а голи забили Даніельсон, Сабович і Оскар Фалленіус. У півфінальному матчі, що відбувся 17 березня, команда грала на виїзді з клубом Аллсвенскан АІК на стадіоні «Френдз-Арена». На 14-й хвилині Лукас Бергвалль вивів гостей вперед, але у компенсований час другого тайму Віктор Андерссон рахунок зрівняв (1–1). У серії післяматчевих пенальті сильнішими були гравці «Юргордена» — 3–2, а влучними ударами у команді відзначились Даніельсон, Гулліксен і Гюммет. У підсумку «Юргорден» пройшов у фінал вперше з 2018 року.

## Трансляції
Матч транслювали на офіційному сайті Шведського футбольного союзу та телеканали SVT1, TV4 Fotboll, а також стрімінгові платформи TV4 Play і SVT Play.

## Матч

### Деталі
| 1 травня 2024 14:00 |

| Мальме                                   | 1–1 (дч.) | Юргорден                             |
| ---------------------------------------- | --------- | ------------------------------------ |
| Алі 70'                                  | Протокол  | Гюммет 78'                           |
|                                          | Пенальті  |                                      |
| - Крістіансен - Телін - Ульссон - Йонсен | 4–1       | - Даніельсон - Радетинац - Гулліксен |

| «Еледа», Мальме Глядачів: 17 264 Арбітр: Адам Ладебек |

| Мальме | Юргорден |

| В                | 27 | Юган Далін          |        |      |     |
| ЗХ               | 17 | Єнс Стрюгер Ларсен  |        |      |     |
| ЗХ               | 18 | Понтус Янссон (к)   | 65'    | 112' |     |
| ЗХ               | 19 | Дерек Корнеліус     | 67'    |      |     |
| ПЗ               | 25 | Габріел Бузанелло   | 105+1' |      |     |
| ПЗ               | 11 | Себастіан Нанасі    |        | 85'  |     |
| ПЗ               | 23 | Лассе Берг Йонсен   |        |      |     |
| ПЗ               | 8  | Серхіо Пенья        |        | 71'  |     |
| ПЗ               | 5  | Серен Рікс          |        | 59'  |     |
| НП               | 9  | Ісаак Кісе Телін    |        |      |     |
| НП               | 20 | Ерік Ботгейм        |        | 71'  |     |
| Запасні:         |    |                     |        |      |     |
| В                | 1  | Рікардо Фрідріх     |        |      |     |
| ЗХ               | 2  | Антон Тіннергольм   |        |      |     |
| ЗХ               | 13 | Мартін Ульссон      |        | 112' |     |
| ЗХ               | 33 | Елісон Маколлі      |        |      |     |
| ПЗ               | 7  | Отто Росенгрен      |        | 71'  |     |
| ПЗ               | 10 | Андерс Крістіансен  |        | 85'  |     |
| ПЗ               | 14 | Себастіан Йоргенсен |        | 71'  | 83' |
| ПЗ               | 22 | Таха Алі            |        | 59'  |     |
| ПЗ               | 38 | Гуго Болін          |        |      |     |
| Головний тренер: |    |                     |        |      |     |
| Генрік Рюдстрем  |    |                     |        |      |     |

| В                             | 35 | Якоб Віделль-Зеттерстрем   |      |      |      |
| ЗХ                            | 26 | Самуель Даль               |      |      |      |
| ЗХ                            | 3  | Маркус Даніельсон (к)      |      |      |      |
| ЗХ                            | 5  | Міро Тенго                 | 115' |      |      |
| ЗХ                            | 2  | Пйотр Йоганссон            |      |      |      |
| ПЗ                            | 14 | Бесард Сабович             | 9'   |      |      |
| ПЗ                            | 10 | Самуель Гольм              |      | 72'  |      |
| ПЗ                            | 16 | Тобіас Гулліксен           | 49'  |      |      |
| ПЗ                            | 21 | Лукас Бергвалль            |      | 106' |      |
| ПЗ                            | 23 | Густав Вікгейм             |      | 64'  |      |
| НП                            | 11 | Деніз Гюммет               | 78'  | 91'  |      |
| Запасні:                      |    |                            |      |      |      |
| В                             | 81 | Малкольм Нільссон Сефквіст |      |      |      |
| ЗХ                            | 4  | Якоб Ларссон               |      |      |      |
| ЗХ                            | 17 | Петер Теркільдсен          |      |      |      |
| ЗХ                            | 27 | Кейта Косуґі               |      |      |      |
| ПЗ                            | 7  | Магнус Ерікссон            |      | 106' | 110' |
| ПЗ                            | 8  | Альбін Екдаль              |      | 72'  |      |
| ПЗ                            | 9  | Харіс Радетинац            |      | 91'  |      |
| НП                            | 15 | Оскар Фалленіус            |      | 64'  |      |
| НП                            | 22 | Муса Гурбанли              |      |      |      |
| Головні тренери:              |    |                            |      |      |      |
| Кім Бергстранд Томас Лагерлеф |    |                            |      |      |      |

| Асистенти головного арбітра: Мехмет Кулум Даниель Юнг Четвертий арбітр: Юакім Естлінг | Регламент матчу - 90 хвилин основного часу. - 30 хвилин овертайму у разі потреби. - Післяматчеві пенальті у разі потреби. - Дев'ять запасних з кожної сторони. - Максимум п'ять замін, шоста допускається тільки у додатковий час. |